# والد العروس (فلم)
والد العروس (بالإنجليزية: Father of the Bride) هو فيلم كوميدي تم إنتاجه في الولايات المتحدة وصدر في سنة 1950.

## بطولة
- سبنسر تريسي
- إليزابيث تايلور

## الميزانية والإيرادات
بلغت تكلفة إنتاج الفيلم حوالي 1,215,000 دولار بينما حقق أرباحا تقدر بـ 6,084,000 دولار.

### ترشيحات وجوائز
| السنة | الحدث  | الفئة     | النتيجة |
| ----- | ------ | --------- | ------- |
|       | أوسكار | أفضل فيلم | ترشـيـح |

## وصلات خارجية
- والد العروس على موقع IMDb (الإنجليزية)
- والد العروس على موقع ميتاكريتيك (الإنجليزية)
- والد العروس على موقع الموسوعة البريطانية (الإنجليزية)
- والد العروس على موقع روتن توميتوز (الإنجليزية)
- والد العروس على موقع نتفليكس (الإنجليزية)
- والد العروس على موقع قاعدة بيانات الأفلام العربية
- والد العروس على موقع ألو سيني (الفرنسية)
- والد العروس على موقع Turner Classic Movies (الإنجليزية)
- والد العروس على موقع أول موفي (الإنجليزية)
- والد العروس على موقع فيلمافينيتي (الإسبانية)

1. ↑  "معلومات عن والد العروس (فيلم) على موقع collections.cinematheque.qc.ca". collections.cinematheque.qc.ca. مؤرشف من الأصل في 2019-06-06.
2. ↑  "معلومات عن والد العروس (فيلم) على موقع svenskfilmdatabas.se". svenskfilmdatabas.se. مؤرشف من الأصل في 2019-12-16.
3. ↑  "معلومات عن والد العروس (فيلم) على موقع allmovie.com". allmovie.com. مؤرشف من الأصل في 2019-06-06.